# Al-Muharrak
Al-Muharrak (arab. ‏المحرق‎) – miasto w Bahrajnie, na wyspie o tej samej nazwie. Według danych z 2012 liczy 176,5 tys. mieszkańców i jest trzecim co do wielkości miastem kraju. Znajduje się w nim port morski i międzynarodowy port lotniczy. Al-Muharrak był stolicą Bahrajnu do 1932.
W Al-Muharraku znajduje się suk (arabski rynek) i pałac Szejka Isy bin Alego, władcy Bahrajnu w latach 1869-1923. Znajdują się tam także miejsca związane z połowem pereł wpisane na listę na listę światowego dziedzictwa UNESCO.
W Al-Muharraku urodził się Ali Bahar, jeden z najpopularniejszych piosenkarzy Bahrajnu nazywany Bobem Marleyem Zatoki Perskiej. Stąd pochodzi też Ala Ghawas, wykonawca indie rocka.